# Smolacy
Smolacy, zwani też w Polsce puszkarzami lub harnikami – ludzie najemni, powoływani (XVII–XIX wiek) przez władze państwowe lub poszczególnych feudałów do śledzenia i poskramiania górskich opryszków. Smolacy werbowani byli niemal wyłącznie spośród miejscowych górali, w tym nierzadko z byłych zbójników.

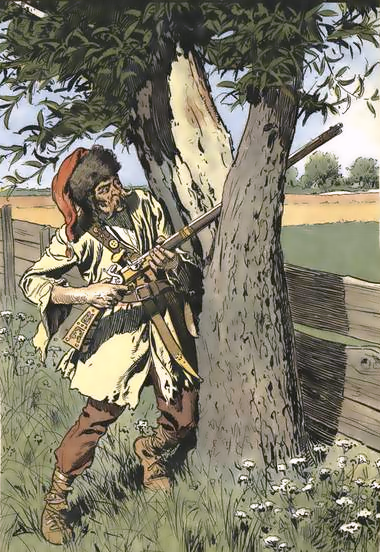
Austro-węgierski pandur z 1760

Była to zbrojna milicja (straż zamkowa) – opłacana w Polsce przez starostów na podstawie uchwał sejmikowych szlachty, bądź władz poszczególnych komitatów na ziemiach austro-węgierskich w celu obrony spraw publicznych – ad privatos usus być nie mają.  Smolacy mieli ścigać zbójników karpackich, którzy grasowali w górach i napadali na dwory, kupców, kościoły itd.
Wykonywali również zadania policyjne np. starosta sanocki Franciszek Mniszech posługuje się nimi przy egzekwowaniu prawa, nasyłając smolaków na Piotra Bala w Hoczwi, aby przeprowadzić „intromisję z trybunalskiego dekretu”.
Nazwa oddziałów pochodzi od rodzaju odzieży używanej przez wojska czeskie. Smolakami dowodzili oficerowie pochodzenia szlacheckiego. Oddziały poszczególnych ziem w pasie podkarpackim mogły liczyć od 3 do 5 chorągwi po 80–100 ludzi.
Oddziały te nie były szczególnie skuteczne, jeśli chodzi o poprawę bezpieczeństwa na drogach. Dopiero wprowadzenie po obu stronach gór porządków austriackich (1772) doprowadziło do kresu zbójnictwa.